# Robert Johnson
Robert Johnson (anglès: Robert Leroy Johnson)  (Hazlehurst, 8 de maig de 1911 - Greenwood, 16 d'agost de 1938) nascut com a Robert Leroy Johnson va ser un cantant, compositor i guitarrista nord-americà de blues conegut com "El Rei del Delta blues". Els seus enregistraments de 1936 a 1937 mostren una notable combinació de cant, habilitats de guitarra, i talent en la composició que van influir en generacions de músics, malgrat haver deixat un registre de només 29 cançons. Sa vida enigmàtica, pobrament documentada, i sa mort a l'edat de 27 anys han donat lloc a la creació de moltes llegendes sobre la seva persona. És considerat com '"l'Avi del Rock-and-Roll", la seva locució, l'originalitat de les seves cançons i el seu estil de tocar la guitarra ha influït en una gran gamma de músics incloent-hi John Fogerty, Bob Dylan, Johnny Winter, Jimi Hendrix, The Yardbirds, Led Zeppelin, The Allman Brothers Band, The Rolling Stones, Paul Butterfield, Queen, The White Stripes, The Black Keys, The Band, Neil Young, Warren Zevon, Jeff Beck, i Eric Clapton, qui el titlla de "el músic de Blues més important que hagi viscut". Va ocupar el 5è lloc en la llista de "Els 100 més grans guitarristes de tots els temps" de la revista Rolling Stone. Va anar inclòs al Saló De La Fama Del Rock And Roll el 1986 en la categoria d'"Early Influence" (Influències primerenques).

## Biografia
Va néixer a la població de Hazlehurst, estat de Mississipi, Estats Units el 8 de maig de 1911 (encara que probablement aquest any sigui erroni), la seva mare era Julie Ann Majors (Julie Dodds), filla d'esclaus que va tenir el seu fill amb un jornaler anomenat Noah Jonhson que va passar pel vilatge, fet que va passar després de separar-se momentàniament del seu espòs Charles Dodds Jr., un fuster que vivia en prosperitat. Un temps després ella va tornar amb Charles (ara anomenat Spencer) però la seva relació no va durar gaire.
Johnson va créixer amb el cognom Spencer, sense saber que Charles no era el seu pare biològic, i la família es va establir el 1918 a Robinsonville, anys més tard la seva mare li confessà que era fill de Noah Johnson, per la qual raó va adoptar el cognom del seu vertader pare. Des de petit, Johnson va mostrar interès per la música, primer per l'arpa i després per l'harmònica. Va ser enviat al col·legi però no va demostrar gaire interès per l'estudi, abandonant-lo amb l'excusa d'un problema de vista el 1927.
El febrer de 1929 va contreure matrimoni amb Virgínia Travis, de 16 anys. Poc després ella va ser prenys, malauradament va morir en el part amb la seva criatura l'abril de 1930. Johnson es va casar per segona vegada amb Esther Lockwood, mare de Robert Lockwood Jr., que més tard esdevindria també intèrpret de blues, seguint els passos del seu padrastre.
Després de diversos anys tocant per tot el sud dels Estats Units, va tenir l'oportunitat d'enregistrar les seves 29 llegendàries cançons. Són 42 enregistraments (13 dels temes van ser gravats 2 vegades), registrats en dues sessions d'enregistrament: la primera a San Antonio (Texas), els dies 23, 26 i 27 de novembre de 1936; la segona a Dallas (Texas), el 19 i el 20 de juny de 1937.
La seva mort va tenir lloc en circumstàncies estranyes. S'explica que va ser enverinat amb whisky per un marit gelós, amo d'un bar en el qual Johnson actuava. Alguns diuen que va morir de pneumònia, d'altres que de sífilis. El seu certificat de defunció apunta que va morir el 16 d'agost de 1938, a Greenwood, estat de Mississipi i que no hi va haver autòpsia.
Només es conserven dues fotos de Robert Johnson. En una apareix assegut. Portava una camisa blanca. Llargs dits negres dibuixen un acord a la guitarra. Mira fixament la càmera. Als seus llavis una cigarreta. A l'altra posa també amb la seva guitarra, duu un vestit i un barret. Relaxat, somrient. Alguna vegada es va afirmar que apareixia en tres segons d'un antic film; després es va descobrir que no era ell (a la mateixa cinta es pot veure el cartell d'una pel·lícula filmada dos anys després de la seva mort)
Una famosa llegenda conta que Robert Johnson va vendre la seva ànima al diable en l'encreuament de la carretera 61 amb la 49 en Clarksdale (Mississipi), a canvi d'interpretar el blues millor que ningú.
Bé fos per un pacte o les nombroses hores d'estudi, la tècnica depurada de Robert Johnson, unida a la seva veu una mica fantasmal, es mostren magnífiques en un bon nombre de temes contínuament revisats al món del blues. Molts dels que van conèixer Robert Johnson personalment no deixaven d'admirar-se del talent d'aquest jove músic. Els qui van viatjar i van tocar amb ell expliquen que podia mantenir una conversa en una reunió plena de gent amb la ràdio sonant de fons sense fer-hi aparentment gaire atenció i l'endemà tocar nota per nota cada una de les cançons que s'havien emès.

## Tècnica musical
La tècnica guitarrística de Robert Johnson es basa en una evolució de l'estil sincopat de Son House, en el que un florit llenguatge de "tresillos", glissandos i contrapunts dialoguen amb la veu solista sobre un compàs 4/4 del qual s'encarrega el polze, martellejant les "bordonas".
Es pot considerar que Robert Johnson, al costat de Blind Willie Johnson, com el gran mestre de la guitarra slide (o bottleneck, tècnica consistent a trepitjar les cordes sobre la fusta, no pas amb els dits de la mà esquerra, sinó fregant-les amb un tub de metall o coll d'ampolla - bottleneck -, obtenint un so punxant i sinuós típic de la música afroamericana primitiva).

### Afinacions diferents de la guitarra
A més de l'afinació usual o estàndard (mi, si, sol, re, la, mi), Robert Johnson usa en els seus enregistraments almenys tres altres afinacions:
- Drop D (amb la 6a corda en re en comptes de mi: l'afinació de les cordes queda mi, si, sol, re, la, re):
  - Malted Milk,
- Open G (re, si, sol, re, sol, re) :
  - Stones in my passway,
  - Walking Blues,
  - Crossroads,
  - If I had possession over the judgement day,
  - Last fair deal gon down,
  - Come on in my kitchen,
  - Travellin Riverside Blues, entre d'altres)
- Open D (re, la, fa#, re, la, re):
  - Hellhound on my trail,
  - Preachin blues.

## Llegat
La vigència del llegat musical de Johnson es basa en una peculiar assumpció de les estructures musicals del blues rural anterior a ell (Charlie Patton, Son House, Willie Brown, Blind Lemon Jefferson, etc.) i en la força literària d'uns versos que fan d'ell un dels més insignes autors de la poesia popular nord-americana. Hi ha tres constants en les lletres de Johnson: l'efímer de les relacions humanes, el rodamons incessant i els terrors irracionals.
Anant un pas més enllà de la simple evolució folklòrica, les lletres de les seves cançons conformen un brodat personal en què es barregen motius religiosos, sexuals i festius que colpeixen l'auditor gràcies a una singular precisió poètica. A les seves cançons hi emergeix un univers personal d'expressió i creativitat, no la mera reiteració de clixés tradicionals. El seu inimitable estil vocal, esquitxat d'esgarrifosos falsets, el seu sentit generós de la llibertat interpretativa (s'han conservat algunes preses alternatives de les seves cançons, que mostren versions radicalment diferents d'una mateixa cançó en qüestió de minuts, com en el cas de Come on in my kitchen) n'han fet una illa a part a la història del blues.
El seu estil particular com a cantant i guitarrista ha estat admirat sempre per artistes com Muddy Waters, Elmore James, Ry Cooder, Keith Richards, Bob Dylan o els membres del grup Led Zeppelin. A través de Muddy Waters i els intèrprets britànics de blues dels anys seixanta (John Mayall, Eric Clapton, Peter Green, Rolling Stones, etc.) la seva influència és molt notable al rock.
L'explícita Lemon song dels Led Zeppelin ret homenatge a una de les estrofes de Me and the devil blues.
Eric Clapton ha dedicat recentment un àlbum sencer (Me and Mr. Johnson) (el Sr. Johnson i jo) a versionar el repertori de Robert Johnson; també el guitarrista britànic Peter Green ha versionat un disc anomenat "The Robert Johnson Songbook".
Els Rolling Stones, Cream, Jimi Hendrix i en especial Eric Clapton han gravat versions de les seves cançons.

### Cinema
- Crossroads (1986), pel·lícula de Walter Hill, protagonitzada per Ralph Macchio i Joe Seneca, amb aparició en el final de guitarra contra Steve Vai.
- O Brother, Where Art Thou? (2000), pel·lícula de Joel i Ethan Coen apareix un personatge lliurement basat en la figura de Robert Johnson.

### Sèries de TV
Se li va realitzar un homenatge a la sèrie de ciència-ficció Supernatural emesa per la cadena de televisió Cw al capítol 8 de la segona temporada "Crossroad Blues", en el qual se l'incorpora com a personatge i s'esmenten algunes de les seves cançons.